# Railteam
Railteam is gevestigd in Amsterdam. Zij opereert als een alliantie van Europese spoorwegmaatschappijen op het gebied van internationale hogesnelheidstreinen in Europa, naar het voorbeeld van de allianties van luchtvaartmaatschappijen. Railteam is op 2 juli 2007 opgericht in Brussel.
Samen beschikt de Railteam-alliantie over meer dan 1000 hogesnelheidstreinen en 44 stationslounges. Met de hogesnelheidstreinen van de leden van de Railteam-alliantie kunnen reizigers meer dan 100 Europese bestemmingen bereiken.

## Leden en netwerk

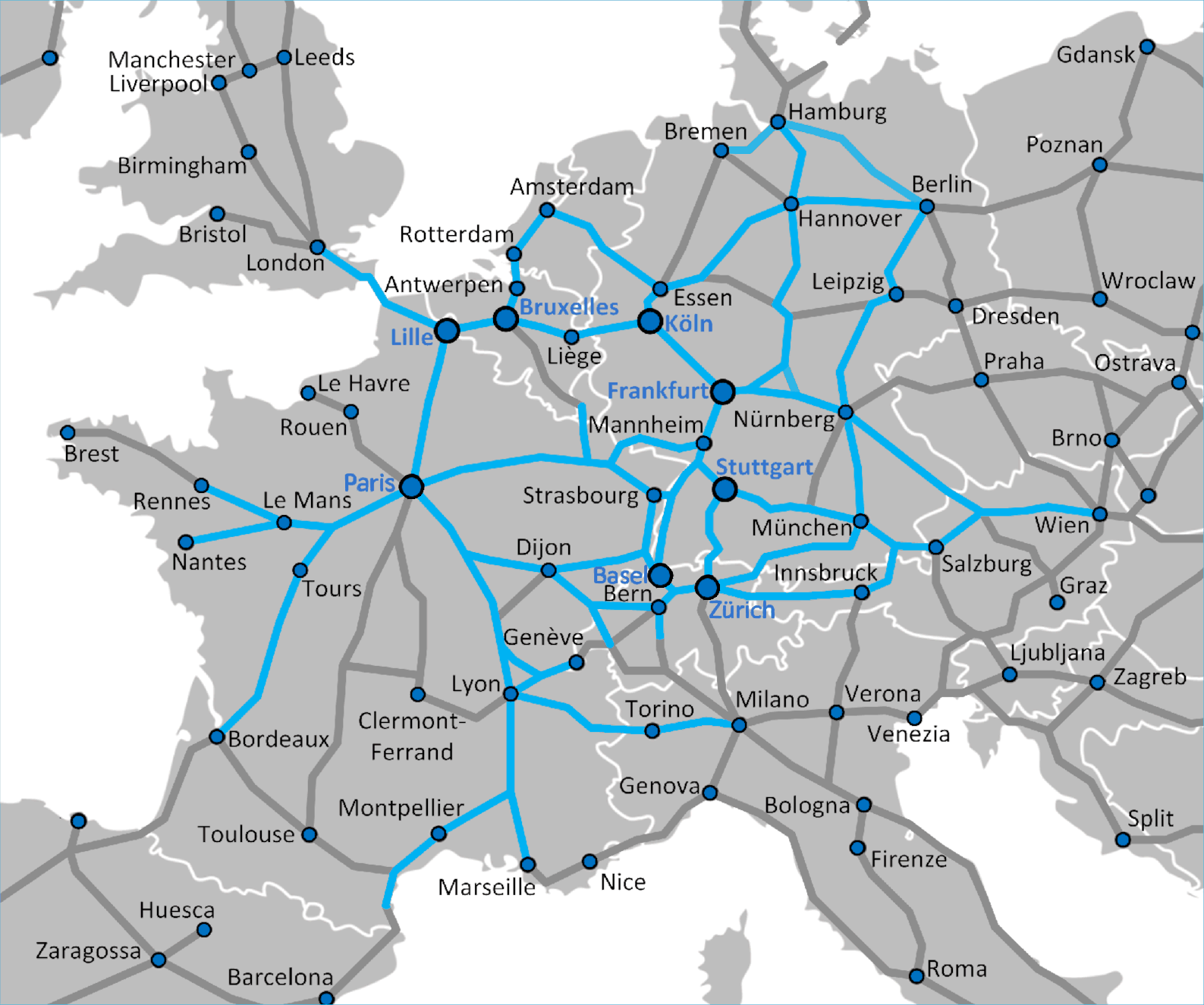
Railteamnetwerk
Blauwe lijnen: Lijnen van het Railteamnetwerk
Grote stippen: knooppunten van het Railteamnetwerk

Railteam bestaat uit volwaardige leden die aandelen in de onderneming bezitten, en geassocieerde leden. Alle deelnemende spoorwegen treden op als strategische partners binnen de Railteam-alliantie en blijven onafhankelijk op het gebied van ondernemerschap. De alliantie hanteert een minimumsnelheid van 230 km/h voor hogesnelheidstreinen. Daaronder vallen Intercity-Express, TGV inOui, Eurostar, TGV Lyria en Railjet. Het vervoersnetwerk van de lange-afstandstreinen die in Railteam worden aangeboden, bestrijkt ongeveer 100 steden in zeven landen (België, Duitsland, Frankrijk, het Verenigd Koninkrijk, Nederland, Oostenrijk en Zwitserland), die door een netwerk van ongeveer 15.000 kilometer spoor met elkaar zijn verbonden.
Tot de volwaardige leden behoren de volgende maatschappijen:
- Deutsche Bahn (DB) – 20%
- Société Nationale des Chemins de fer Français (SNCF) – 20%
- Nationale Maatschappij der Belgische Spoorwegen (NMBS/SNCB) – 10%
- Eurostar – 10 %
- Nederlandse Spoorwegen – 10%
- Österreichische Bundesbahnen – 10%
- Zwitserse federale spoorwegen – 10%
- Thalys (via THI Factory, dochteronderneming van SNCF met een aandeel van 60% en NMBS/SNCB met een aandeel van 40%)[12] – 10%

Tot de geassocieerde leden behoort:
- Lyria (dochteronderneming van SNCF met een aandeel van 74% en SBB met een aandeel van 26%[12])

De knooppunten van het Railteam-netwerk zijn Brussel, Rijsel, Stuttgart, Keulen, Frankfurt am Main, Bazel, Parijs en Zürich.

Hogesnelheidstreinen van de Railteam-leden
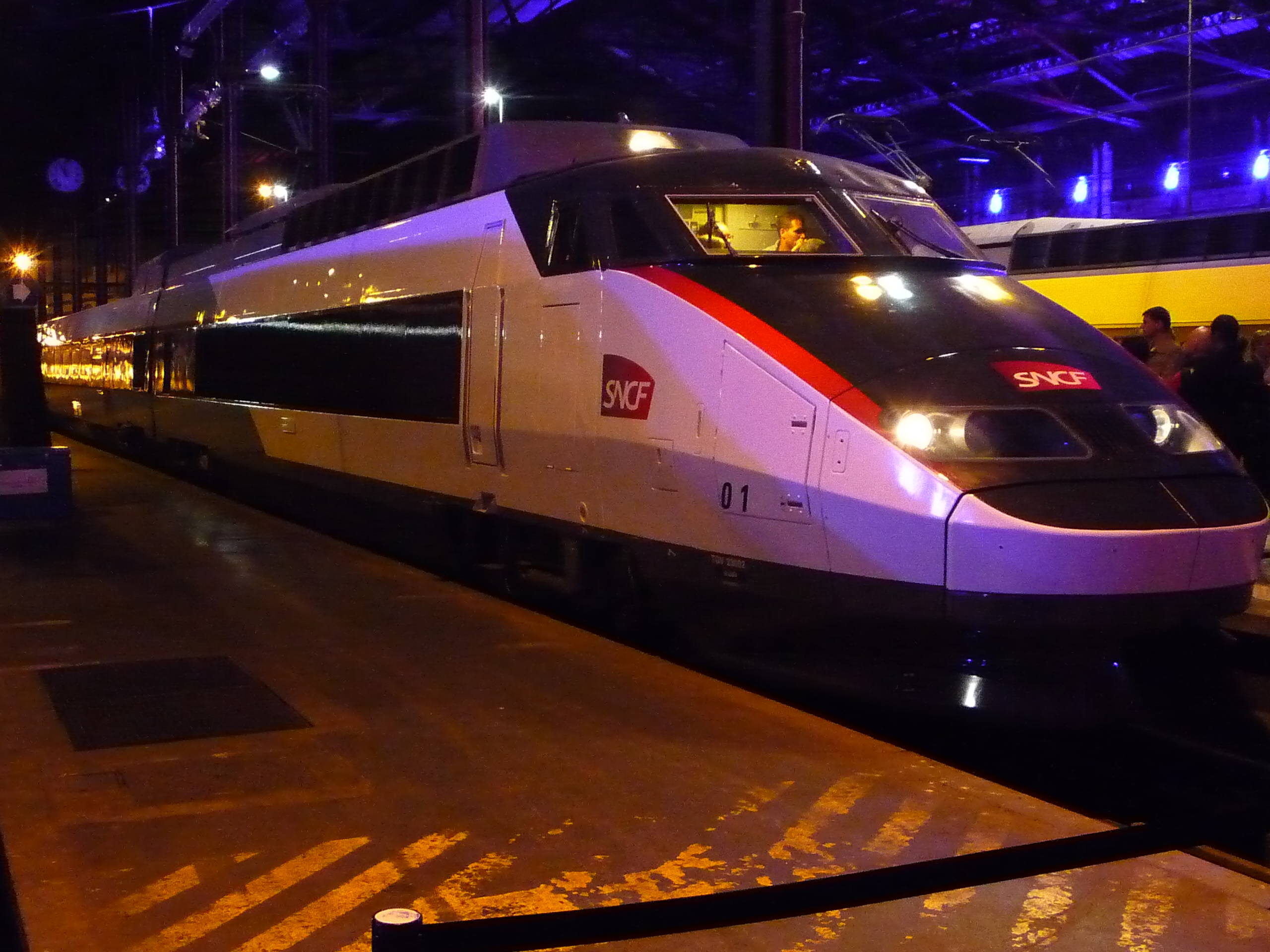
TGV
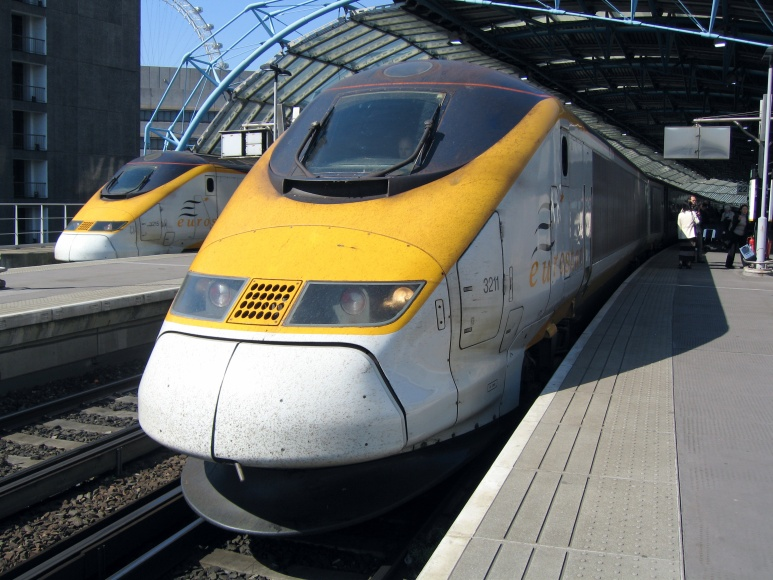
Eurostar
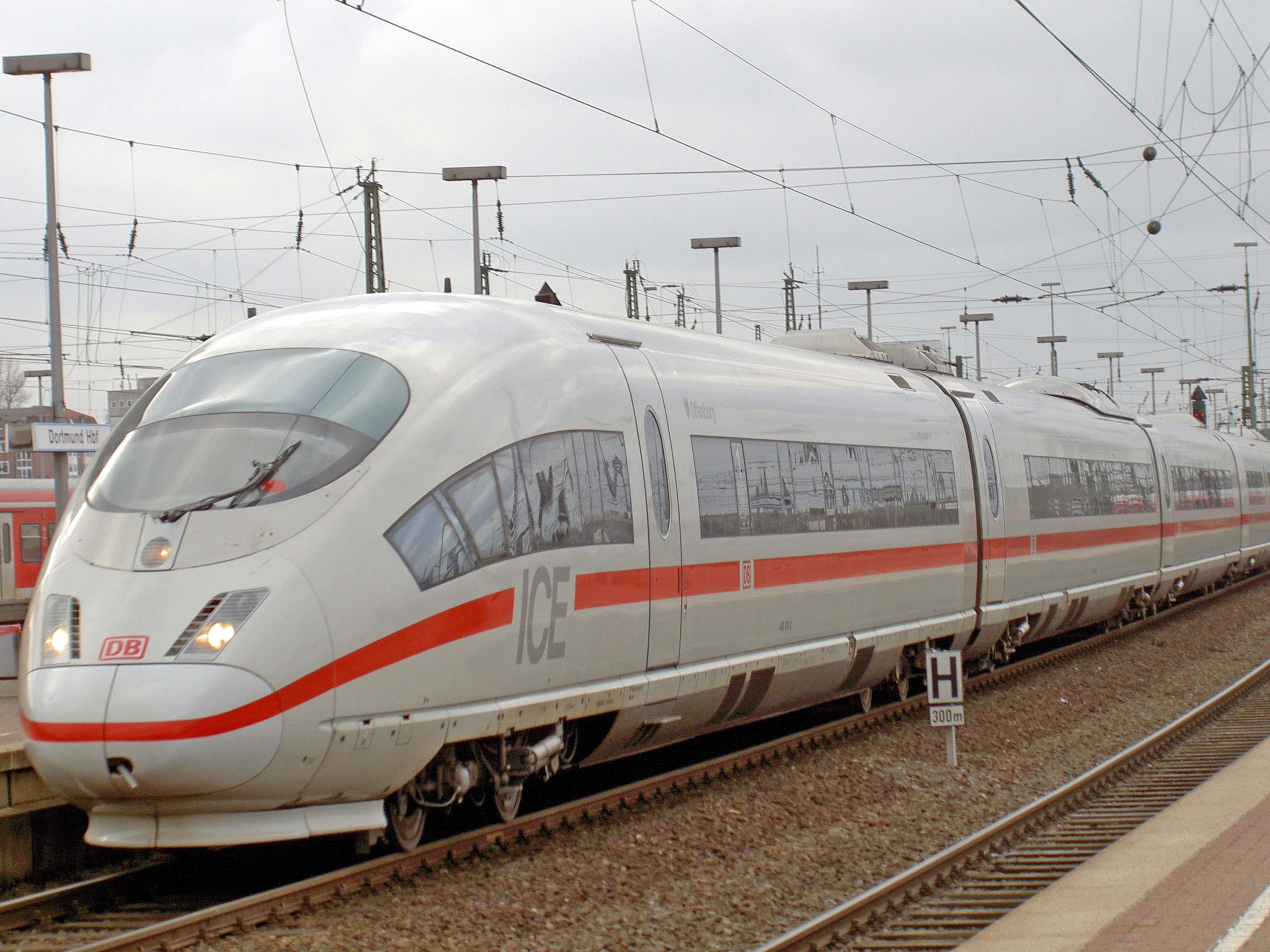
Intercity-Express (ICE)
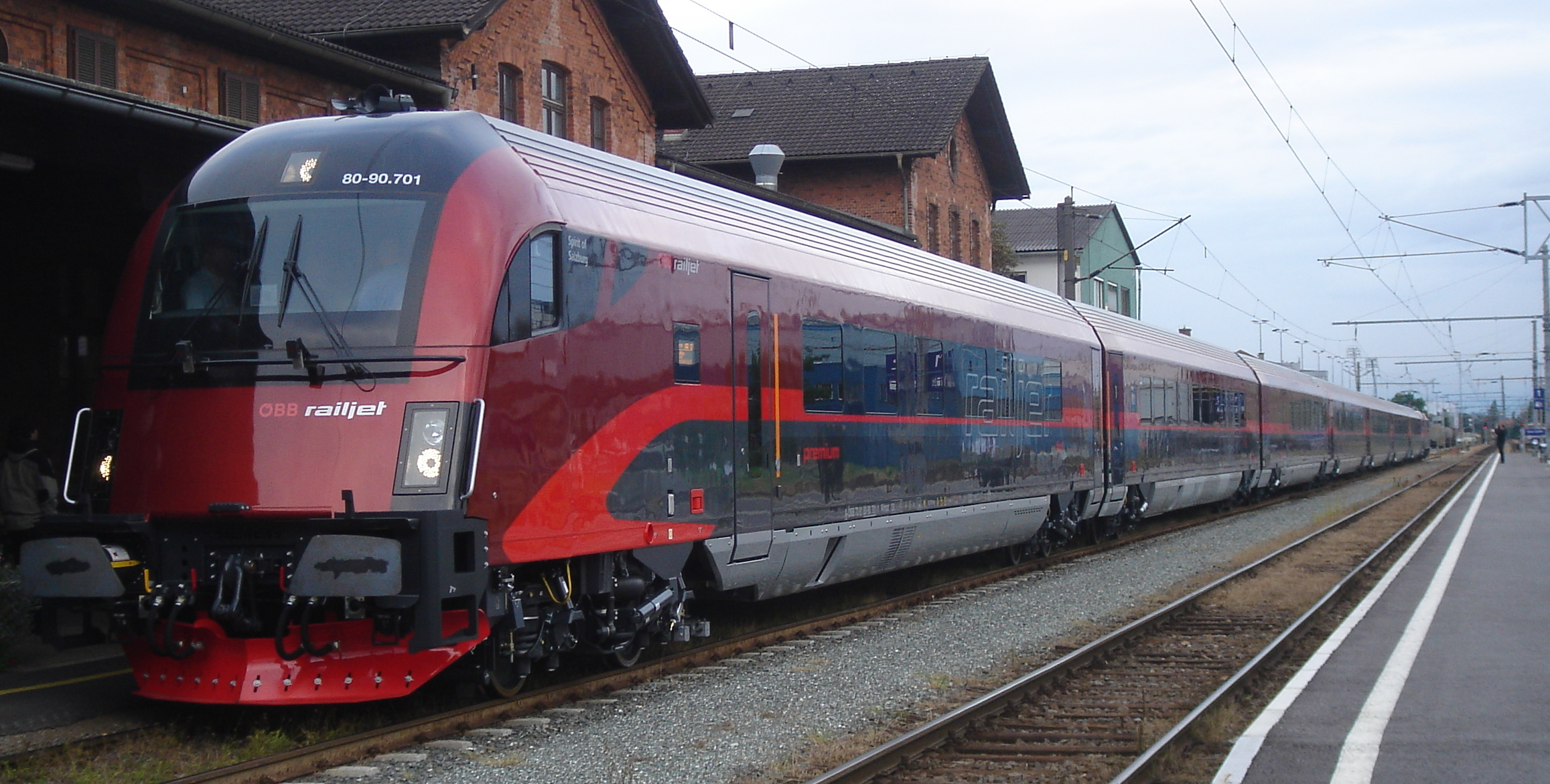
Railjet
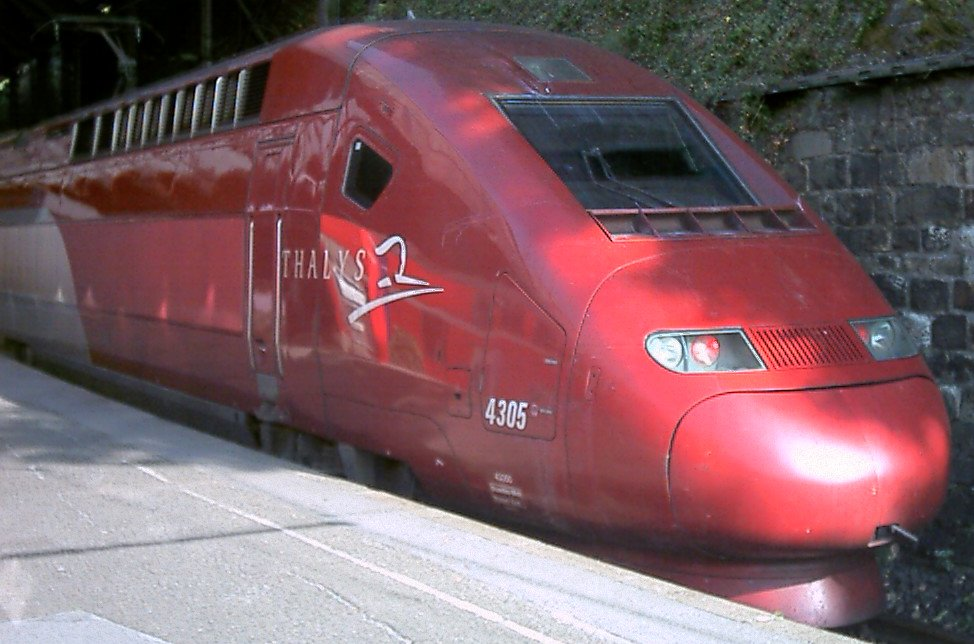
Thalys
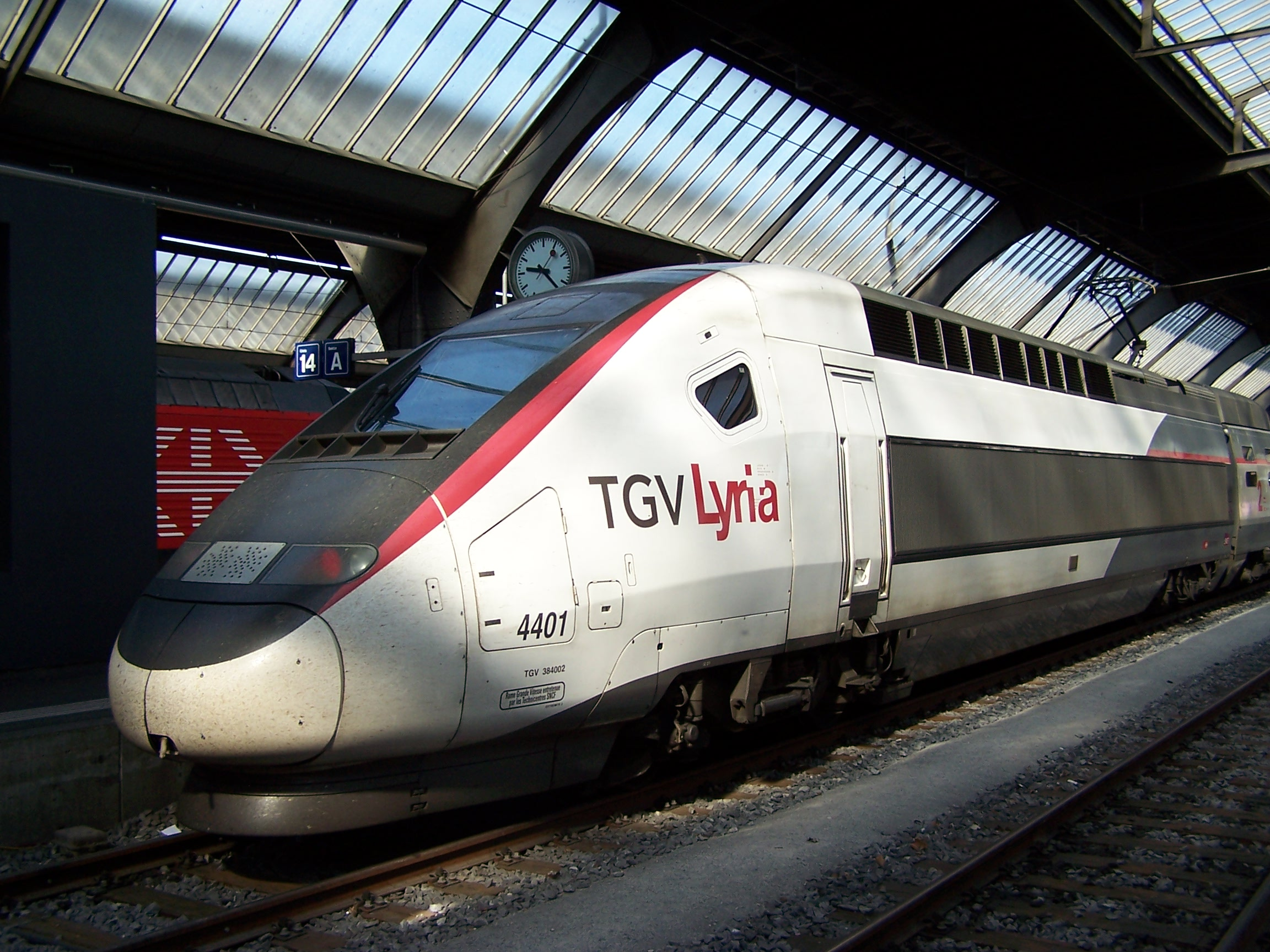
TGV Lyria

## Doelstellingen
De Europese hogesnelheidsspoorwegen creëren toegevoegde waarde voor passagiers door hun krachten te bundelen en voortdurend te werken aan het vergroten van de capaciteit van het hogesnelheidsnet en het verbeteren van de routes. Het doel is om passagiers naadloze reisketens te bieden tussen vele Europese steden, met kortere reistijden, frequentere verbindingen en uniforme dienstverlenings- en kwaliteitsnormen. De ontwikkeling van een gemeenschappelijk netwerk moet zo een concurrerend alternatief bieden voor de auto en het vliegtuig voor bestemmingen binnen Europa.

## Bedrijfsvorm
Railteam is een besloten vennootschap (bv) naar Nederlands recht met statutaire zetel in Amsterdam. Elke spoorwegmaatschappij in Europa die aan de criteria van de alliantie voldoet, kan lid worden. De organisatiestructuur is een mix van een bedrijfs- en een projectstructuur. De Duitse en Franse spoorwegen hebben elk een aandeel van 20 procent in de Railteam-alliantie en de andere vijf stichtende leden - SBB, NMBS/SNCB, ÖBB, NS International en Eurostar - hebben elk een aandeel van 10 procent.
De spoorwegmaatschappijen geven reizigers die deelnemen aan een van de frequent traveller-programma’s toegang tot elkaars stationslounges. Het gaat hierbij om de volgende frequent traveller-programma’s:
- Deutsche Bahn: bahn.comfort (sinds 2002)
- SNCF: Grand Voyageur
- Thalys: My Thalys World[15]
- Eurostar: ClubEurostar
- NS International: NS Business Card
- SBB General-Abo eerste klas
- ÖBB: Österreichcard eerste klas[16]